# Pycneus
Pycneus is een geslacht van kreeftachtigen uit de klasse van de Malacostraca (hogere kreeftachtigen).

## Soort
- Pycneus morsitans Holthuis, 1986